# Songs of Freedom
Songs of Freedom – składanka największych hitów Boba Marleya & The Wailers. Album składa się z czterech płyt na których  łącznie nagrano 78 piosenek. Album został wydany 6 października 1992 roku. Piosenka Judge Not jest pierwszą piosenką jaką nagrał Bob Marley.

## Lista piosenek
CD 1
1. „Judge Not”
2. „One Cup of Coffee”
3. „Simmer Down”
4. „I'm Still Waiting”
5. „One Love / People Get Ready”
6. „Put It On”
7. „Bus Dem Shut (Pyaka)”
8. „Mellow Mood”
9. „Bend Down Low”
10. „Hypocrites”
11. „Stir It Up”
12. „Nice Time”
13. „Thank You Lord”
14. „Hammer”
15. „Caution”
16. „Back Out”
17. „Soul Shake Down Party”
18. „Do It Twice”
19. „Soul Rebel”
20. „Sun Is Shining”
21. „Don't Rock the Boat”
22. „Small Axe”
23. „Duppy Conqueror”
24. „Mr. Brown”

CD 2
1. „Screw Face”
2. „Lick Samba”
3. „Trenchtown Rock”
4. „Craven Choke Puppy”
5. „Guava Jelly”
6. „ Acoustic Medley (Guava Jelly / This Train / Cornerstone / Comma Comma / Dewdrops / Stir It Up / I'm Hurting Inside)”
7. „I'm Hurting Inside”
8. „High Tide or Low Tide”
9. „Slave Driver”
10. „No More Trouble”
11. „Concrete Jungle”
12. „Get Up, Stand Up”
13. „Rastaman Chant”
14. „Burnin' and Lootin'”
15. „Iron Lion Zion”
16. „Lively Up Yourself”
17. „Natty Dread”
18. „I Shot the Sheriff”

CD 3
1. „No Woman, No Cry”
2. „Who the Cap Fit”
3. „Jah Live”
4. „Crazy Baldhead”
5. „War”
6. „Johhny Was”
7. „Rat Race”
8. „Jamming”
9. „Waiting In Vain”
10. „Exodus”
11. „Natural Mystic”
12. „Three Little Birds”
13. „Running Away”
14. „Keep on Moving”
15. „Easy Skanking”
16. „Is This Love”
17. „Smile Jamaica”
18. „Time Will Tell”

CD 4
1. „Africa Unite”
2. „Survival”
3. „One Drop”
4. „One Dub”
5. „Zimbabwe”
6. „So Much Trouble in the World”
7. „Ride Natty Ride
8. „Babylon System”
9. „Coming In From the Cold”
10. „Real Situation”
11. „Bad Card”
12. „Could You Be Loved”
13. „Forever Loving Jah”
14. „Rastaman Live Up”
15. „Give Thanks and Praises”
16. „One Love / People Get Ready”
17. „Why Should I”
18. „Redemption Song”